# Dioctria rufithorax
Dioctria rufithorax là một loài ruồi trong họ Asilidae. Dioctria rufithorax được Loew miêu tả năm 1853. Loài này phân bố ở vùng Cổ Bắc giới.